# Томазо I (Салуццо)

Салуццо на карте за 1250 год

Томазо I (итал. Tommaso I del Vasto; 1235/1238 — 3 декабря 1296) — маркграф Салуццо с 1244 года. Сын Манфредо III ди Салуццо и Беатрисы Савойской.

## Биография
До 1254 года находился под опекой матери (которая вторым браком вышла замуж за Манфреда, сына императора Фридриха II) и Бонифация II Монферратского — мужа тётки.
В середине 1250-х годов граф Прованса Карл Анжуйский начал свою завоевательную политику в Италии. В 1257 году он купил владения Гульельмо VII ди Винтимилле, в том же году ему подчинились Кунео, аббатство Сан-Далмаццо, Альба, Кераско, Савильяно. Карлу принесли оммаж маркиз ди Чева и представители фамилии Буска.
Томазо I оставался верен гиббелинской политике отца. В 1260—1262 годах сражался под знамёнами графа Савойи, но после того, как на сторону Карла Анжуйского перешёл Гульельмо VII Монферратский, савойские войска потерпели поражение.
После смерти Манфреда Сицилийского (своего отчима) Томмазо I в 1267 году был вынужден заключить с Карлом Анжуйским мир на его условиях, с уступкой части владений.
В 1274 году Томазо I возобновил войну с Карлом Анжуйским, которая шла с переменным успехом. В конце концов, одержав победу в нескольких сражениях, Томазо I вернул все утраченные ранее владения, а в 1281 году захватил Кунео. Карл Анжуйский согласился признать все его завоевания в обмен на выплату 10 тысяч ливров.
В 1291 году Томазо I объявил себя независимым от савойских графов, но принёс им оммаж по четырём сеньориям, составлявшим приданое его матери Беатрисы Савойской.

## Семья
Жена — Луиза (ум. 22 августа 1291), дочь маршала Джиорджио ди Чева. У них было 15 детей: 5 сыновей и 10 дочерей. В их числе:
- Манфредо IV
- Елеонора (1265 — после 1315)
- Алисия[англ.] (ум. 25 сентября 1292)
- Филиппе (ум. 1324)
- Элеонора (ум. 1330), муж — дон Фелипе Сеньор де Кастро
- Констанца (ум. 18 февраля 1348), муж — Пьетро III, судья Арбореи
- Джованни (1272/76 — после 22 мая 1329) — сеньор ди Дольяни, родоначальник семей Ла Манта, Лекио, принцев де Санта Мауро и де Бельведере
- Бонифаций (ум. до 8 декабря 1325)
- Джорджо (ум. после 1349).